# 政治指导员 (杂志)
《政治指导员》创刊于1982年，是中国大陆军事类半月刊，编辑部位于广东省广州市。
《政治指导员》在2018年被中华人民共和国国家新闻出版广电总局新闻报刊司评为2017年全国“百强报刊”。